# Richtersia collaris
Richtersia collaris är en rundmaskart. Richtersia collaris ingår i släktet Richtersia och familjen Richtersiidae. Arten är reproducerande i Sverige. Inga underarter finns listade i Catalogue of Life.